# Al-Mutazz abbászida kalifa
Al-Mutazz billáh (arab betűkkel المعتز بالله – al-Muʿtazz billāh), eredeti nevén Abu Abdalláh Muhammad (arabul أبو عبد الله محمد – Abū ʿAbdallāh Muḥammad; 847 – Mezopotámia, Szamarra, 869 júliusa/augusztusa), al-Mutavakkil fia volt az Abbászida-dinasztia tizenharmadik kalifája (uralkodott 866-tól haláláig). Melléknevének (al-Mutazz billáh) jelentése: [Isten révén] hatalmas. A szamarrai anarchia egyik törökök által trónra tett uralkodója volt, kalifátusa alatt kezdődött meg a birodalom felaprózódása.
A 861-ben meggyilkolt al-Mutavakkil által összeállított öröklési rend alapján a trónra lépő, majd fél éven belül meghalt al-Muntaszirt követően al-Mutazznak, majd fivérüknek, al-Muajjadnak kellett volna örökölnie a trónt, azonban al-Muntaszir lemondatta őket trónigényükről fia javára. Halálakor a török hadsereg egy unokatestvérüket, al-Musztaínt emelte trónra, és al-Mutazzt fivérével együtt házi őrizetbe vetették Szamarrában. A török befolyás elleni bagdadi lázadások során többször az a veszély fenyegette őket, hogy a bennük kockázati tényezőt látó rabszolgakatonák kivégzik őket, ám végül közbenjárása életben maradtak. Amikor 865-ben al-Musztaín elmenekült török uraitól, és nem volt hajlandó visszatérni köreikbe, azok kiszabadították al-Mutazzt, és kalifává kiáltották ki.
A törökök ereje segítségével al-Mutazz néhány hónapon belül legyőzte al-Musztaínt, aki életének biztosítása fejében hajlandó volt lemondani és behódolni rokonának. Al-Mutazz azonban csalárd módon kivégeztette ellenfelét, és rövidesen így járt fivére, al-Muajjad és más, veszélyesnek ítélt családtagjai is. Al-Mutazz rövid uralkodása alatt elődeihez hasonlóan a török hadvezérek befolyása alatt állt, akik saját politikai küzdelmeikkel voltak elfoglalva, nem pedig a birodalom védelmével és egységének fenntartásával. Ez a legtöbb alattvaló ellenérzését kiváltotta velük és a kalifátussal szemben, ráadásul ilyen körülmények között megkezdődhetett a birodalom felaprózódása. A szisztáni Jakúb ibn Lajsz asz-Szaffár lázadása 867-ben robbant ki, és rövidesen be is vette Herátot, ahonnan kiindulva megrendítette a kalifátushoz lojális Táhiridák horászáni uralmát. 868-ban maga a kalifa adott az egyiptomi Ahmad ibn Túlúnnak a szokásosnál szélesebb joghatóságot tartománya élén. Végül a birodalom központi területén, Irakban tört ki nagyarányú, pusztító felkelés az ültetvényeken alkalmazott fekete rabszolgák körében (ún. zandzs-felkelés), amelyet bizonyos Ali ibn Muhammad vezetett, aki önmagát Mohamed próféta és Ali ibn Abi Tálib leszármazottjának nyilvánította.
Mindeközben az udvar mértéktelen fényűzésben élt, noha a lázadások és a tartományok elvesztése súlyos bevételkiesést jelentett. A kalifát kezében tartó török katonaság jelentette a legnagyobb megterhelést a kincstár számára, de ennek létszámát értelemszerűen a kormányzatnak nem állt módjában csökkenteni. Ez zsoldelmaradáshoz és rövidesen a központi sereg lázadásához vezetett, amelynek keretében a kalifát elfogták, megverték, majd halálra éheztették. Fia, Ibn al-Mutazz később irodalmárként, illetve „egynapos kalifaként” vonult be a történelembe.